# Девід Макміллан
Девід Макміллан англ. David William Cross MacMillan (16 березня 1968 , Беллсгілл, Ланаркшир ) — хімік, заслужений професор хімії Принстонського університету. Здобув Нобелівську премію з хімії 2021 року разом із Беньяміном Лістом «за розвиток асиметричного органокаталізу».

## Біографія

Каталізатор Макміллана першого покоління

Макміллан народився в Беллсгіллі, Шотландія, у 1968 р. Здобув ступінь бакалавра хімії в Університеті Глазго, де працював разом з Ерні Колвіном.
В 1990 р. покинув Велику Британію, щоб розпочати докторантуру під керівництвом професора Ларрі Овермена у Каліфорнійському університеті, Ірвайн. За цей час він зосередився на розробці нової методології реакції, спрямованої на стереоконтрольованому утворення біциклічних тетрагідрофуранів. Аспірантура Макміллана завершилася повним синтезом 7-(-)-деацетоксиальционіну ацетату, еуніцелінового дитерпеноїду, виділеного з м'якого корала Eunicella stricta. Він здобув ступінь доктора філософії у 1996 р. Постдокторське стажування проходив у Гарвардському університеті. З 1998 працював у Каліфорнійському університеті і з 2000 р. у Каліфорнійському технологічному інституті у якому 2004 року став професором. З 2006 року Девід Макміллан професор Принстонського університету і директор Merck Center of Catalysis. З 2010 року заслужений професор.
Девід Макміллан розробив нові методи енантіоселективного (асиметричного) органокаталізу з використанням у синтезі ряду природних речовин. Асиметричний каталіз є чутливим щодо хіральності молекули. Так для біологічно активних речовин часто лише один хіральний варіант сполуки має дію. Органокаталіз використовує органічні каталізатори та обходиться без дорогих та потенційно токсичних металоорганічних сполук. Розроблені Макмілланом у 2000 роках каталізатори отримали його ім'я. Він відкрив Імініум каталізатори та розробив близько 50 процесів. у 2007 році розробив SOMO каталіз англ. (Singly occupied molecular orbital Organocatalysis) та у 2008 році органічний фоторедокскаталіз.

## Відзнаки
- 2002: стипендія Слоуна[en][7]
- 2004: премія Кодей-Морган[en], Королівський хімічний інститут[8]
- 2012: член Лондонського Королівського Товариства[9]
- 2012: член Американської академії мистецтв і наук[10]
- 2013: стипендія Королівського товариства Едінбурга[11]
- 2015: премія Гаррісона Гова[12]
- 2017: премія Нойорі Рьодзі[en], Японське товариство синтетичної органічної хімії[13]
- 2018: член Національної академії наук США[14]
- 2019: премія століття, Королівське хімічне товариство
- 2021: Нобелівська премія з хімії